# Філістіон
Філістіон (427—347 рр. до н. е.) — визначний давньогрецький лікар, представник медичної школи Великої Греції.

## Життєпис
Народився у місті Локри (сучасна південная Італія) у родині лікарів. З дитинства вивчав особливості лікування хвороб. Незабаром став досить відомим серед локрійської знаті. Коли тиран Діонісій I одружився з Доріс, представницею найаристократичної родини Локр, то Філістіон був запрошений спочатку як особистий лікар Доріси, а потім й самого Діонісія. З цього часу Філістіон мешкав у місті Сиракузи. З того часу він став листуватися з Платоном. Після смерті Діонісія I Філістіон продовжував обіймати посаду придворного лікаря при наступних тиранах Сиракуз.

## Медицина
Філістіон був не тільки практикуючим лікарем, а й теоретиком медицини. На погляди Філістіона значний вплив мали думки Емпедокла. Філістіон вважав, що людське тіло складається з чотирьох елементів — вода, вогонь, повітря, земля. З огляду на це й лікування людини повинно бути відповідним. Як між собою контактують та співвідносяться ці елементи, так й самопочуття людини, звідси й хвороби.
За деякими відомостями Філістіон написав два трактати про дієту, які згодом увійшли до книги «Корпус Гіппократа». Був винахідником механізму для лікування вивихів кінцівок. Також написав кулінарну книгу.